# Elatobia ussurica
Elatobia ussurica är en fjärilsart som beskrevs av Aleksei Konstantinovich Zagulajev 1990. Elatobia ussurica ingår i släktet Elatobia och familjen äkta malar. Inga underarter finns listade i Catalogue of Life.